# Superliga hiszpańska w piłce siatkowej mężczyzn (2022/2023)
Superliga hiszpańska w piłce siatkowej mężczyzn 2022/2023 (oficjalnie Superliga Masculina de Voleibol de España 2022/2023) − 59. sezon mistrzostw Hiszpanii w piłce siatkowej zorganizowany przez Królewski Hiszpański Związek Piłki Siatkowej (Real Federación Española de Voleibol, RFEVB). Zainaugurowany został 1 października 2022 roku i trwał do 6 maja 2023 roku.
W Superlidze w sezonie 2022/2023 uczestniczyło 12 drużyn. Do rozgrywek dołączyły dwa najlepsze zespoły Superligi 2, tj. Barça Voleibol i Textil Santanderina.
Rozgrywki składały się z fazy zasadniczej oraz fazy play-off, w ramach której odbyły się ćwierćfinały, półfinały i finały.
Po raz drugi mistrzem Hiszpanii został CV Guaguas Las Palmas, który w finałach fazy play-off pokonał klub Río Duero Soria. Do Superligi 2 spadły kluby Textil Santanderina i Rotogal Boiro Voleibol.

## System rozgrywek
Hiszpańska Superliga w sezonie 2022/2023 składa się z fazy zasadniczej oraz fazy play-off.

### Faza zasadnicza
W fazie zasadniczej uczestniczy 12 drużyn. Rozgrywają one między sobą po dwa spotkania systemem kołowym (każdy z każdym – mecz u siebie i rewanż na wyjeździe). Osiem najlepszych zespołów uzyskuje awans do fazy play-off. Pozostałe drużyny kończą rozgrywki odpowiednio na miejscach 9-12.
Drużyny, które zakończyły fazę zasadniczą na miejscach 11-12, spadają do Superligi 2.

### Faza play-off
Ćwierćfinały

W ćwierćfinałach fazy play-off uczestniczy osiem najlepszych zespołów fazy zasadniczej. Pary ćwierćfinałowe tworzone są na podstawie miejsc z fazy zasadniczej według klucza: 1-8; 2-7; 3-6; 4-5. Rywalizacja toczy się do dwóch wygranych spotkań. Gospodarzem pierwszego spotkania jest zespół, który w fazie zasadniczej zajął niższe miejsce w tabeli, natomiast drugiego i trzeciego – zespół, który zajął wyższe miejsce.
Przegrani w parach kończą rozgrywki odpowiednio na miejscach 5-8 zgodnie z tabelą fazy zasadniczej.
Półfinały

W półfinałach fazy play-off uczestniczą wygrani w parach ćwierćfinałowych. Pary półfinałowe tworzone są według klucza:
1. zwycięzca w parze 1-8 – zwycięzca w parze 4-5;
2. zwycięzca w parze 2-7 – zwycięzca w parze 3-6.

Rywalizacja toczy się do dwóch wygranych spotkań. Gospodarzem pierwszego spotkania jest zespół, który w fazie zasadniczej zajął niższe miejsce w tabeli, natomiast drugiego i trzeciego – zespół, który zajął wyższe miejsce.
Przegrani w parach półfinałowych kończą rozgrywki odpowiednio na miejscach 3-4 zgodnie z tabelą fazy zasadniczej.
Finały

W finałach fazy play-off uczestniczą wygrani w parach półfinałowych. Rywalizacja toczy się do trzech wygranych spotkań ze zmianą gospodarza po dwóch meczach. Gospodarzem pierwszych dwóch spotkań jest zespół, który w fazie zasadniczej zajął wyższe miejsce w tabeli.
Zwycięzca w parze finałowej zostaje mistrzem Hiszpanii.

## Drużyny uczestniczące
| | Superliga 2022/2023          |    |    |
| --- | ---------------------------- | -- | -- |
| ALM | Unicaja Costa de Almería     | 1  |    |
| MEL | Melilla Sport Capital        | 2  | Ch |
| GUA | CV Guaguas Las Palmas        | 3  | Ch |
| PAL | Club Vóley Palma             | 4  |    |
| RDS | Río Duero Soria              | 5  |    |
| TER | Pamesa Teruel Voleibol       | 6  |    |
| BOI | Rotogal Boiro Voleibol       | 7  |    |
| MAN | Conectabalear CV Manacor     | 8  |    |
| VAL | Léleman Conqueridor Valencia | 9  |    |
| EME | Arenal Emevé                 | 10 |    |
| | Awans z Superligi 2          |    |    |
| BRC | Barça Voleibol               | 1  |    |
| TEX | Textil Santanderina          | 2  |    |
| Oznaczenia: - kolumna pierwsza – skróty nazw drużyn wpisane na mapie (jeśli ta została zamieszczona), - kolumna trzecia – miejsce zajęte przez daną drużynę w poprzednim sezonie. |                              |    |    |

## Faza zasadnicza

### Tabela wyników
| Gospodarz \ Gość1            | ALM | MEL | GUA | PAL | RDS | TER | BOI | MAN | VAL | EME | BRC | TEX |
| ---------------------------- | --- | --- | --- | --- | --- | --- | --- | --- | --- | --- | --- | --- |
| Unicaja Costa de Almería     | -   | 1:3 | 1:3 | 3:1 | 0:3 | 3:0 | 3:0 | 3:0 | 1:3 | 3:0 | 3:2 | 3:0 |
| Melilla Sport Capital        | 3:0 | -   | 0:3 | 3:1 | 1:3 | 1:3 | 3:0 | 3:0 | 3:2 | 3:0 | 3:0 | 3:0 |
| CV Guaguas Las Palmas        | 3:0 | 3:0 | -   | 3:0 | 3:1 | 3:0 | 3:0 | 3:0 | 3:1 | 3:1 | 3:0 | 3:0 |
| Club Vóley Palma             | 0:3 | 1:3 | 0:3 | -   | 0:3 | 2:3 | 3:0 | 1:3 | 1:3 | 3:1 | 1:3 | 3:1 |
| Río Duero Soria              | 3:1 | 1:3 | 1:3 | 3:0 | -   | 3:1 | 3:0 | 3:0 | 3:1 | 3:0 | 3:0 | 3:0 |
| Pamesa Teruel Voleibol       | 3:1 | 3:1 | 0:3 | 3:0 | 0:3 | -   | 3:0 | 3:0 | 3:0 | 3:0 | 3:0 | 3:1 |
| Rotogal Boiro Voleibol       | 0:3 | 0:3 | 0:3 | 1:3 | 0:3 | 0:3 | -   | 0:3 | 1:3 | 0:3 | 0:3 | 3:2 |
| Conectabalear CV Manacor     | 0:3 | 1:3 | 1:3 | 3:1 | 1:3 | 0:3 | 3:1 | -   | 3:0 | 3:2 | 3:0 | 3:0 |
| Léleman Conqueridor Valencia | 3:0 | 3:1 | 0:3 | 3:2 | 2:3 | 3:2 | 3:0 | 3:1 | -   | 3:0 | 3:0 | 3:0 |
| Arenal Emevé                 | 3:2 | 3:2 | 0:3 | 3:0 | 0:3 | 0:3 | 3:0 | 3:0 | 2:3 | -   | 3:1 | 3:0 |
| Barça Voleibol               | 1:3 | 0:3 | 1:3 | 3:1 | 3:1 | 0:3 | 3:0 | 3:1 | 3:0 | 3:2 | -   | 3:0 |
| Textil Santanderina          | 0:3 | 0:3 | 0:3 | 2:3 | 1:3 | 0:3 | 3:1 | 1:3 | 0:3 | 0:3 | 0:3 | -   |

Źródło: RFEVB – Data Project (hiszp.)
1 Drużyna gospodarzy jest wymieniona po lewej stronie tabeli.
Kolory:
  zwycięstwo gospodarzy 3:0 lub 3:1
  zwycięstwo gospodarzy 3:2
  zwycięstwo gości 3:0 lub 3:1
  zwycięstwo gości 3:2

### Terminarz i wyniki spotkań
| Data        | Godz. | Gospodarz                    | Rezultat                                | Gość                         | Widzów |
| ----------- | ----- | ---------------------------- | --------------------------------------- | ---------------------------- | ------ |
| 1. KOLEJKA  |       |                              |                                         |                              |        |
| 01.10.2022  | 19:00 | Rotogal Boiro Voleibol       | 0:3 (20:25, 23:25, 22:25)               | Unicaja Costa de Almería     | 150    |
| 01.10.2022  | 19:00 | Léleman Conqueridor Valencia | 3:2 (20:25, 25:22, 25:17, 23:25, 17:15) | Pamesa Teruel Voleibol       | 300    |
| 01.10.2022  | 19:30 | Río Duero Soria              | 1:3 (26:24, 17:25, 20:25, 16:25)        | CV Guaguas Las Palmas        | 600    |
| 02.10.2022  | 17:00 | Melilla Sport Capital        | 3:0 (25:21, 25:16, 25:7)                | Conectabalear CV Manacor     | 500    |
| 01.10.2022  | 18:00 | Club Vóley Palma             | 1:3 (21:25, 32:30, 21:25, 15:25)        | Barça Voleibol               | 368    |
| 01.10.2022  | 18:00 | Textil Santanderina          | 0:3 (16:25, 24:26, 23:25)               | Arenal Emevé                 | 550    |
| 2. KOLEJKA  |       |                              |                                         |                              |        |
| 08.10.2022  | 19:30 | Arenal Emevé                 | 3:0 (25:18, 25:13, 25:22)               | Rotogal Boiro Voleibol       | 250    |
| 09.10.2022  | 11:30 | Barça Voleibol               | 3:0 (25:19, 25:20, 25:17)               | Textil Santanderina          | 200    |
| 08.10.2022  | 19:00 | Conectabalear CV Manacor     | 3:1 (22:25, 25:16, 25:18, 25:20)        | Club Vóley Palma             | 200    |
| 08.10.2022  | 18:30 | CV Guaguas Las Palmas        | 3:0 (25:17, 25:15, 25:20)               | Melilla Sport Capital        | 1000   |
| 08.10.2022  | 18:30 | Pamesa Teruel Voleibol       | 0:3 (23:25, 22:25, 12:25)               | Río Duero Soria              | 800    |
| 08.10.2022  | 19:30 | Unicaja Costa de Almería     | 1:3 (24:26, 25:20, 23:25, 20:25)        | Léleman Conqueridor Valencia | 700    |
| 3. KOLEJKA  |       |                              |                                         |                              |        |
| 15.10.2022  | 19:00 | Rotogal Boiro Voleibol       | 1:3 (19:25, 21:25, 25:22, 17:25)        | Léleman Conqueridor Valencia | 100    |
| 15.10.2022  | 19:30 | Río Duero Soria              | 3:1 (28:26, 16:25, 25:20, 25:23)        | Unicaja Costa de Almería     | 930    |
| 16.10.2022  | 18:00 | Melilla Sport Capital        | 1:3 (25:22, 19:25, 21:25, 13:25)        | Pamesa Teruel Voleibol       | 400    |
| 15.10.2022  | 18:00 | Club Vóley Palma             | 0:3 (21:25, 19:25, 20:25)               | CV Guaguas Las Palmas        | 140    |
| 15.10.2022  | 18:00 | Textil Santanderina          | 1:3 (27:29, 27:25, 17:25, 20:25)        | Conectabalear CV Manacor     | 550    |
| 15.10.2022  | 19:30 | Arenal Emevé                 | 3:1 (19:25, 27:25, 25:21, 25:17)        | Barça Voleibol               | 250    |
| 4. KOLEJKA  |       |                              |                                         |                              |        |
| 23.10.2022  | 11:30 | Barça Voleibol               | 3:0 (25:14, 25:15, 25:22)               | Rotogal Boiro Voleibol       | 400    |
| 22.10.2022  | 19:00 | Conectabalear CV Manacor     | 3:2 (25:15, 25:23, 23:25, 16:25, 15:10) | Arenal Emevé                 | 175    |
| 22.10.2022  | 18:30 | CV Guaguas Las Palmas        | 3:0 (26:24, 25:13, 25:19)               | Textil Santanderina          | 300    |
| 22.10.2022  | 18:30 | Pamesa Teruel Voleibol       | 3:0 (25:21, 25:20, 25:19)               | Club Vóley Palma             | 800    |
| 22.10.2022  | 19:30 | Unicaja Costa de Almería     | 1:3 (24:26, 27:25, 15:25, 18:25)        | Melilla Sport Capital        | 600    |
| 22.10.2022  | 19:00 | Léleman Conqueridor Valencia | 2:3 (21:25, 20:25, 26:24, 26:24, 11:15) | Río Duero Soria              | 350    |
| 5. KOLEJKA  |       |                              |                                         |                              |        |
| 29.10.2022  | 19:00 | Rotogal Boiro Voleibol       | 0:3 (18:25, 20:25, 21:25)               | Río Duero Soria              | 100    |
| 30.10.2022  | 18:00 | Melilla Sport Capital        | 3:2 (23:25, 25:19, 18:25, 25:15, 15:12) | Léleman Conqueridor Valencia | 400    |
| 29.10.2022  | 18:00 | Club Vóley Palma             | 0:3 (19:25, 23:25, 20:25)               | Unicaja Costa de Almería     | 194    |
| 29.10.2022  | 18:00 | Textil Santanderina          | 0:3 (14:25, 19:25, 18:25)               | Pamesa Teruel Voleibol       | 250    |
| 29.10.2022  | 19:45 | Arenal Emevé                 | 0:3 (12:25, 17:25, 18:25)               | CV Guaguas Las Palmas        | 602    |
| 30.10.2022  | 11:30 | Barça Voleibol               | 3:1 (23:25, 25:22, 25:23, 25:20)        | Conectabalear CV Manacor     | 500    |
| 6. KOLEJKA  |       |                              |                                         |                              |        |
| 05.11.2022  | 19:00 | Conectabalear CV Manacor     | 3:1 (25:17, 23:25, 25:18, 25:20)        | Rotogal Boiro Voleibol       | 200    |
| 06.11.2022  | 12:00 | CV Guaguas Las Palmas        | 3:0 (25:15, 25:18, 25:14)               | Barça Voleibol               | 1500   |
| 05.11.2022  | 18:30 | Pamesa Teruel Voleibol       | 3:0 (25:23, 25:21, 25:21)               | Arenal Emevé                 | 800    |
| 05.11.2022  | 19:30 | Unicaja Costa de Almería     | 3:0 (25:22, 25:19, 25:22)               | Textil Santanderina          | 400    |
| 05.11.2022  | 18:00 | Léleman Conqueridor Valencia | 3:2 (25:16, 21:25, 16:25, 25:20, 15:7)  | Club Vóley Palma             | bd.    |
| 05.11.2022  | 19:30 | Río Duero Soria              | 1:3 (25:27, 25:20, 23:25, 29:31)        | Melilla Sport Capital        | 1300   |
| 7. KOLEJKA  |       |                              |                                         |                              |        |
| 12.11.2022  | 19:00 | Rotogal Boiro Voleibol       | 0:3 (20:25, 20:25, 18:25)               | Melilla Sport Capital        | 100    |
| 12.11.2022  | 18:00 | Club Vóley Palma             | 0:3 (18:25, 17:25, 14:25)               | Río Duero Soria              | 250    |
| 12.11.2022  | 18:00 | Textil Santanderina          | 0:3 (18:25, 19:25, 24:26)               | Léleman Conqueridor Valencia | 500    |
| 12.11.2022  | 19:30 | Arenal Emevé                 | 3:2 (21:25, 25:23, 20:25, 26:24, 18:16) | Unicaja Costa de Almería     | 200    |
| 13.11.2022  | 11:30 | Barça Voleibol               | 0:3 (24:26, 17:25, 20:25)               | Pamesa Teruel Voleibol       | 600    |
| 12.11.2022  | 19:00 | Conectabalear CV Manacor     | 1:3 (23:25, 18:25, 25:16, 16:25)        | CV Guaguas Las Palmas        | 150    |
| 8. KOLEJKA  |       |                              |                                         |                              |        |
| 19.11.2022  | 18:30 | CV Guaguas Las Palmas        | 3:0 (25:13, 25:13, 25:11)               | Rotogal Boiro Voleibol       | 500    |
| 19.11.2022  | 18:30 | Pamesa Teruel Voleibol       | 3:0 (25:23, 25:23, 26:24)               | Conectabalear CV Manacor     | 800    |
| 19.11.2022  | 19:30 | Unicaja Costa de Almería     | 3:2 (22:25, 25:18, 25:17, 16:25, 15:6)  | Barça Voleibol               | 550    |
| 20.11.2022  | 12:00 | Léleman Conqueridor Valencia | 3:0 (25:20, 25:16, 25:20)               | Arenal Emevé                 | 400    |
| 19.11.2022  | 19:30 | Río Duero Soria              | 3:0 (25:14, 25:23, 25:17)               | Textil Santanderina          | 650    |
| 20.11.2022  | 17:00 | Melilla Sport Capital        | 3:1 (25:16, 25:20, 23:25, 25:20)        | Club Vóley Palma             | 500    |
| 9. KOLEJKA  |       |                              |                                         |                              |        |
| 26.11.2022  | 19:00 | Rotogal Boiro Voleibol       | 1:3 (22:25, 25:23, 19:25, 24:26)        | Club Vóley Palma             | 200    |
| 26.11.2022  | 18:00 | Textil Santanderina          | 0:3 (18:25, 18:25, 18:25)               | Melilla Sport Capital        | 400    |
| 26.11.2022  | 19:45 | Arenal Emevé                 | 0:3 (21:25, 19:25, 21:25)               | Río Duero Soria              | 200    |
| 27.11.2022  | 11:30 | Barça Voleibol               | 3:0 (25:22, 25:21, 26:24)               | Léleman Conqueridor Valencia | bd.    |
| 26.11.2022  | 19:00 | Conectabalear CV Manacor     | 0:3 (22:25, 17:25, 21:25)               | Unicaja Costa de Almería     | 500    |
| 26.11.2022  | 19:30 | CV Guaguas Las Palmas        | 3:0 (25:18, 25:23, 25:21)               | Pamesa Teruel Voleibol       | 500    |
| 10. KOLEJKA |       |                              |                                         |                              |        |
| 03.12.2022  | 19:00 | Rotogal Boiro Voleibol       | 0:3 (22:25, 16:25, 15:25)               | Pamesa Teruel Voleibol       | 70     |
| 03.12.2022  | 17:00 | Unicaja Costa de Almería     | 1:3 (20:25, 30:28, 20:25, 22:25)        | CV Guaguas Las Palmas        | 750    |
| 03.12.2022  | 19:00 | Léleman Conqueridor Valencia | 3:1 (22:25, 25:20, 25:21, 25:22)        | Conectabalear CV Manacor     | 250    |
| 03.12.2022  | 19:30 | Río Duero Soria              | 3:0 (25:21, 25:16, 26:24)               | Barça Voleibol               | 650    |
| 04.12.2022  | 17:00 | Melilla Sport Capital        | 3:0 (25:17, 26:24, 25:20)               | Arenal Emevé                 | 400    |
| 03.12.2022  | 18:00 | Club Vóley Palma             | 3:1 (25:21, 25:20, 19:25, 25:17)        | Textil Santanderina          | 228    |
| 11. KOLEJKA |       |                              |                                         |                              |        |
| 10.12.2022  | 18:00 | Textil Santanderina          | 3:1 (17:25, 25:19, 25:20, 25:17)        | Rotogal Boiro Voleibol       | 500    |
| 10.12.2022  | 18:00 | Arenal Emevé                 | 3:0 (25:18, 25:17, 25:20)               | Club Vóley Palma             | 150    |
| 10.12.2022  | 18:00 | Barça Voleibol               | 0:3 (19:25, 15:25, 13:25)               | Melilla Sport Capital        | bd.    |
| 10.12.2022  | 18:00 | Conectabalear CV Manacor     | 1:3 (25:19, 24:26, 20:25, 18:25)        | Río Duero Soria              | 300    |
| 10.12.2022  | 17:00 | CV Guaguas Las Palmas        | 3:1 (25:17, 25:21, 21:25, 25:19)        | Léleman Conqueridor Valencia | 600    |
| 10.12.2022  | 18:00 | Pamesa Teruel Voleibol       | 3:1 (28:26, 18:25, 25:20, 25:20)        | Unicaja Costa de Almería     | 700    |
| 12. KOLEJKA |       |                              |                                         |                              |        |
| 17.12.2022  | 17:00 | Unicaja Costa de Almería     | 3:0 (25:13, 26:24, 25:13)               | Rotogal Boiro Voleibol       | 300    |
| 17.12.2022  | 18:30 | Pamesa Teruel Voleibol       | 3:0 (25:17, 25:15, 25:23)               | Léleman Conqueridor Valencia | 800    |
| 17.12.2022  | 18:30 | CV Guaguas Las Palmas        | 3:1 (25:22, 25:18, 20:25, 25:18)        | Río Duero Soria              | 400    |
| 17.12.2022  | 19:00 | Conectabalear CV Manacor     | 1:3 (25:23, 26:28, 18:25, 23:25)        | Melilla Sport Capital        | 180    |
| 18.12.2022  | 11:30 | Barça Voleibol               | 3:1 (25:22, 25:22, 30:32, 25:23)        | Club Vóley Palma             | 300    |
| 17.12.2022  | 19:45 | Arenal Emevé                 | 3:0 (25:18, 25:16, 25:21)               | Textil Santanderina          | 100    |
| 13. KOLEJKA |       |                              |                                         |                              |        |
| 07.01.2023  | 19:00 | Rotogal Boiro Voleibol       | 0:3 (23:25, 15:25, 16:25)               | Arenal Emevé                 | 100    |
| 07.01.2023  | 18:00 | Textil Santanderina          | 0:3 (21:25, 22:25, 10:25)               | Barça Voleibol               | 500    |
| 07.01.2023  | 12:30 | Club Vóley Palma             | 1:3 (26:24, 23:25, 22:25, 16:25)        | Conectabalear CV Manacor     | 250    |
| 15.02.2023  | 20:00 | Melilla Sport Capital        | 0:3 (23:25, 26:28, 21:25)               | CV Guaguas Las Palmas        | 250    |
| 07.01.2023  | 19:30 | Río Duero Soria              | 3:1 (15:25, 25:22, 25:19, 25:18)        | Pamesa Teruel Voleibol       | 955    |
| 07.01.2023  | 19:00 | Léleman Conqueridor Valencia | 3:0 (27:25, 25:18, 25:17)               | Unicaja Costa de Almería     | 400    |
| 14. KOLEJKA |       |                              |                                         |                              |        |
| 14.01.2023  | 19:00 | Léleman Conqueridor Valencia | 3:0 (25:14, 25:18, 25:23)               | Rotogal Boiro Voleibol       | 250    |
| 14.01.2023  | 17:00 | Unicaja Costa de Almería     | 0:3 (20:25, 17:25, 21:25)               | Río Duero Soria              | 250    |
| 14.01.2023  | 18:30 | Pamesa Teruel Voleibol       | 3:1 (25:20, 25:19, 23:25, 25:23)        | Melilla Sport Capital        | 800    |
| 14.01.2023  | 18:30 | CV Guaguas Las Palmas        | 3:0 (25:14, 25:19, 25:10)               | Club Vóley Palma             | 750    |
| 14.01.2023  | 19:00 | Conectabalear CV Manacor     | 3:0 (25:14, 25:20, 25:22)               | Textil Santanderina          | 100    |
| 15.01.2023  | 11:30 | Barça Voleibol               | 3:2 (25:27, 20:25, 25:22, 25:17, 15:13) | Arenal Emevé                 | bd.    |
| 15. KOLEJKA |       |                              |                                         |                              |        |
| 21.01.2023  | 19:00 | Rotogal Boiro Voleibol       | 0:3 (10:25, 13:25, 21:25)               | Barça Voleibol               | 100    |
| 21.01.2023  | 19:45 | Arenal Emevé                 | 3:0 (25:16, 28:26, 25:17)               | Conectabalear CV Manacor     | 200    |
| 21.01.2023  | 18:00 | Textil Santanderina          | 0:3 (17:25, 18:25, 13:25)               | CV Guaguas Las Palmas        | 400    |
| 21.01.2023  | 19:00 | Club Vóley Palma             | 2:3 (20:25, 25:22, 25:23, 20:25, 9:15)  | Pamesa Teruel Voleibol       | 320    |
| 22.01.2023  | 17:00 | Melilla Sport Capital        | 3:0 (25:18, 25:23, 25:17)               | Unicaja Costa de Almería     | 240    |
| 21.01.2023  | 19:30 | Río Duero Soria              | 3:1 (25:22, 22:25, 25:21, 25:20)        | Léleman Conqueridor Valencia | 850    |
| 16. KOLEJKA |       |                              |                                         |                              |        |
| 28.01.2023  | 19:30 | Río Duero Soria              | 3:0 (25:18, 26:24, 25:17)               | Rotogal Boiro Voleibol       | 720    |
| 28.01.2023  | 19:00 | Léleman Conqueridor Valencia | 3:1 (21:25, 25:17, 25:20, 27:25)        | Melilla Sport Capital        | 250    |
| 28.01.2023  | 17:00 | Unicaja Costa de Almería     | 3:1 (25:20, 23:25, 31:29, 25:23)        | Club Vóley Palma             | 300    |
| 28.01.2023  | 18:30 | Pamesa Teruel Voleibol       | 3:1 (23:25, 25:21, 25:20, 25:15)        | Textil Santanderina          | 900    |
| 28.01.2023  | 18:30 | CV Guaguas Las Palmas        | 3:1 (25:16, 23:25, 25:21, 25:14)        | Arenal Emevé                 | 900    |
| 28.01.2023  | 18:00 | Conectabalear CV Manacor     | 3:0 (25:19, 25:19, 25:23)               | Barça Voleibol               | 300    |
| 17. KOLEJKA |       |                              |                                         |                              |        |
| 04.02.2023  | 19:00 | Rotogal Boiro Voleibol       | 0:3 (23:25, 16:25, 22:25)               | Conectabalear CV Manacor     | 100    |
| 05.02.2023  | 11:30 | Barça Voleibol               | 1:3 (21:25, 25:23, 15:25, 20:25)        | CV Guaguas Las Palmas        | 400    |
| 04.02.2023  | 19:45 | Arenal Emevé                 | 0:3 (19:25, 18:25, 26:28)               | Pamesa Teruel Voleibol       | 250    |
| 04.02.2023  | 18:00 | Textil Santanderina          | 0:3 (23:25, 14:25, 17:25)               | Unicaja Costa de Almería     | 450    |
| 04.02.2023  | 19:00 | Club Vóley Palma             | 1:3 (26:28, 24:26, 25:22, 22:25)        | Léleman Conqueridor Valencia | 550    |
| 05.02.2023  | 17:00 | Melilla Sport Capital        | 1:3 (27:29, 25:23, 23:25, 21:25)        | Río Duero Soria              | 300    |
| 18. KOLEJKA |       |                              |                                         |                              |        |
| 12.02.2023  | 18:00 | Melilla Sport Capital        | 3:0 (25:22, 25:17, 25:20)               | Rotogal Boiro Voleibol       | 350    |
| 11.02.2023  | 19:30 | Río Duero Soria              | 3:0 (25:23, 25:22, 25:18)               | Club Vóley Palma             | 550    |
| 11.02.2023  | 19:00 | Léleman Conqueridor Valencia | 3:0 (25:16, 25:17, 25:17)               | Textil Santanderina          | 250    |
| 11.02.2023  | 21:00 | Unicaja Costa de Almería     | 3:0 (25:13, 25:22, 25:17)               | Arenal Emevé                 | 300    |
| 11.02.2023  | 18:30 | Pamesa Teruel Voleibol       | 3:0 (29:27, 25:20, 25:21)               | Barça Voleibol               | 300    |
| 11.02.2023  | 18:30 | CV Guaguas Las Palmas        | 3:0 (27:25, 25:15, 25:17)               | Conectabalear CV Manacor     | 550    |
| 19. KOLEJKA |       |                              |                                         |                              |        |
| 18.02.2023  | 19:00 | Rotogal Boiro Voleibol       | 0:3 (21:25, 23:25, 16:25)               | CV Guaguas Las Palmas        | 100    |
| 18.02.2023  | 19:00 | Conectabalear CV Manacor     | 0:3 (16:25, 19:25, 12:25)               | Pamesa Teruel Voleibol       | 150    |
| 19.02.2023  | 11:30 | Barça Voleibol               | 1:3 (20:25, 22:25, 32:30, 23:25)        | Unicaja Costa de Almería     | 300    |
| 18.02.2023  | 19:45 | Arenal Emevé                 | 2:3 (25:19, 25:20, 22:25, 22:25, 14:16) | Léleman Conqueridor Valencia | 250    |
| 18.02.2023  | 18:00 | Textil Santanderina          | 1:3 (17:25, 22:25, 25:22, 19:25)        | Río Duero Soria              | 400    |
| 18.02.2023  | 18:00 | Club Vóley Palma             | 1:3 (25:18, 16:25, 20:25, 21:25)        | Melilla Sport Capital        | 150    |
| 20. KOLEJKA |       |                              |                                         |                              |        |
| 04.03.2023  | 18:00 | Club Vóley Palma             | 3:0 (25:17, 25:15, 25:23)               | Rotogal Boiro Voleibol       | 315    |
| 05.03.2023  | 17:00 | Melilla Sport Capital        | 3:0 (25:15, 25:21, 25:16)               | Textil Santanderina          | 300    |
| 04.03.2023  | 19:30 | Río Duero Soria              | 3:0 (25:22, 25:18, 25:22)               | Arenal Emevé                 | 550    |
| 04.03.2023  | 19:00 | Léleman Conqueridor Valencia | 3:0 (26:24, 25:19, 28:26)               | Barça Voleibol               | 300    |
| 04.03.2023  | 17:00 | Unicaja Costa de Almería     | 3:0 (25:23, 25:22, 25:21)               | Conectabalear CV Manacor     | 400    |
| 04.03.2023  | 18:30 | Pamesa Teruel Voleibol       | 0:3 (15:25, 15:25, 20:25)               | CV Guaguas Las Palmas        | 1100   |
| 21. KOLEJKA |       |                              |                                         |                              |        |
| 11.03.2023  | 18:00 | Pamesa Teruel Voleibol       | 3:0 (25:17, 25:13, 25:19)               | Rotogal Boiro Voleibol       | 500    |
| 12.03.2023  | 12:00 | CV Guaguas Las Palmas        | 3:0 (25:10, 25:19, 25:19)               | Unicaja Costa de Almería     | 910    |
| 11.03.2023  | 18:00 | Conectabalear CV Manacor     | 3:0 (25:20, 31:29, 25:23)               | Léleman Conqueridor Valencia | 330    |
| 11.03.2023  | 18:00 | Barça Voleibol               | 3:1 (22:25, 25:15, 25:20, 25:18)        | Río Duero Soria              | bd.    |
| 11.03.2023  | 18:00 | Arenal Emevé                 | 3:2 (22:25, 16:25, 25:22, 25:19, 15:13) | Melilla Sport Capital        | 250    |
| 11.03.2023  | 18:00 | Textil Santanderina          | 2:3 (25:21, 30:32, 25:23, 23:25, 12:15) | Club Vóley Palma             | 400    |
| 22. KOLEJKA |       |                              |                                         |                              |        |
| 18.03.2023  | 18:00 | Rotogal Boiro Voleibol       | 3:2 (23:25, 18:25, 25:21, 25:17, 15:13) | Textil Santanderina          | 100    |
| 18.03.2023  | 18:00 | Club Vóley Palma             | 3:1 (25:21, 22:25, 25:17, 25:23)        | Arenal Emevé                 | 329    |
| 18.03.2023  | 18:00 | Melilla Sport Capital        | 3:0 (25:15, 25:20, 25:21)               | Barça Voleibol               | 350    |
| 18.03.2023  | 18:00 | Río Duero Soria              | 3:0 (25:10, 25:15, 26:24)               | Conectabalear CV Manacor     | 750    |
| 18.03.2023  | 18:00 | Léleman Conqueridor Valencia | 0:3 (23:25, 16:25, 14:25)               | CV Guaguas Las Palmas        | 200    |
| 18.03.2023  | 18:00 | Unicaja Costa de Almería     | 3:0 (28:26, 25:17, 25:18)               | Pamesa Teruel Voleibol       | 500    |

### Tabela
| Lp. | Drużyna                      | Pkt | Mecze | Mecze | Mecze | Rodzaj wyniku | Rodzaj wyniku | Rodzaj wyniku | Rodzaj wyniku | Rodzaj wyniku | Rodzaj wyniku | Sety | Sety | Sety  | Małe punkty | Małe punkty | Małe punkty |
| Lp. | Drużyna                      | Pkt | M     | W     | P     | 3:0           | 3:1           | 3:2           | 2:3           | 1:3           | 0:3           | wyg. | prz. | stos. | zdob.       | str.        | stos.       |
| --- | ---------------------------- | --- | ----- | ----- | ----- | ------------- | ------------- | ------------- | ------------- | ------------- | ------------- | ---- | ---- | ----- | ----------- | ----------- | ----------- |
| 1   | CV Guaguas Las Palmas        | 66  | 22    | 22    | 0     | 15            | 7             | 0             | 0             | 0             | 0             | 66   | 7    | 9.43  | 1811        | 1365        | 1.33        |
| 2   | Río Duero Soria              | 53  | 22    | 18    | 4     | 11            | 6             | 1             | 0             | 4             | 0             | 58   | 20   | 2.9   | 1858        | 1662        | 1.12        |
| 3   | Pamesa Teruel Voleibol       | 48  | 22    | 16    | 6     | 11            | 4             | 1             | 1             | 1             | 4             | 51   | 24   | 2.13  | 1751        | 1581        | 1.11        |
| 4   | Melilla Sport Capital        | 45  | 22    | 15    | 7     | 9             | 5             | 1             | 1             | 4             | 2             | 51   | 28   | 1.82  | 1852        | 1677        | 1.1         |
| 5   | Léleman Conqueridor Valencia | 41  | 22    | 14    | 8     | 6             | 5             | 3             | 2             | 2             | 4             | 48   | 35   | 1.37  | 1880        | 1821        | 1.03        |
| 6   | Unicaja Costa de Almería     | 36  | 22    | 12    | 10    | 9             | 2             | 1             | 1             | 5             | 4             | 43   | 34   | 1.26  | 1781        | 1720        | 1.04        |
| 7   | Barça Voleibol               | 30  | 22    | 10    | 12    | 5             | 4             | 1             | 1             | 3             | 8             | 35   | 42   | 0.83  | 1718        | 1743        | 0.99        |
| 8   | Arenal Emevé                 | 28  | 22    | 9     | 13    | 6             | 1             | 2             | 3             | 2             | 8             | 35   | 44   | 0.8   | 1702        | 1762        | 0.97        |
| 9   | Conectabalear CV Manacor     | 26  | 22    | 9     | 13    | 4             | 4             | 1             | 0             | 5             | 8             | 32   | 45   | 0.71  | 1699        | 1774        | 0.96        |
| 10  | Club Vóley Palma             | 16  | 22    | 5     | 17    | 1             | 3             | 1             | 2             | 8             | 7             | 27   | 56   | 0.48  | 1776        | 1968        | 0.9         |
| 11  | Textil Santanderina          | 5   | 22    | 1     | 21    | 0             | 1             | 0             | 2             | 4             | 15            | 11   | 64   | 0.17  | 1472        | 1824        | 0.81        |
| 12  | Rotogal Boiro Voleibol       | 2   | 22    | 1     | 21    | 0             | 0             | 1             | 0             | 4             | 17            | 7    | 65   | 0.11  | 1361        | 1764        | 0.77        |

Źródło: RFEVB – Data Project (hiszp.)
Punktacja: 3:0 i 3:1 – 3 pkt; 3:2 – 2 pkt; 2:3 – 1 pkt; 1:3 i 0:3 – 0 pkt
Zasady ustalania kolejności: 1. liczba punktów; 2. liczba zwycięstw; 3. stosunek setów; 4. stosunek małych punktów; 5. bilans w bezpośrednich meczach
     faza play-off
     spadek do Superligi 2

## Faza play-off

### Drabinka
|  |              |                              |              |                        |              |   |   |                       |                       |           |           |           |  |  |        |        |        |        |        |        |        |
|  | Ćwierćfinały | Ćwierćfinały                 | Ćwierćfinały | Ćwierćfinały           | Ćwierćfinały |   |   | Półfinały             | Półfinały             | Półfinały | Półfinały | Półfinały |  |  | Finały | Finały | Finały | Finały | Finały | Finały | Finały |
|  | Ćwierćfinały | Ćwierćfinały                 | Ćwierćfinały | Ćwierćfinały           | Ćwierćfinały |   |   | Półfinały             | Półfinały             | Półfinały | Półfinały | Półfinały |  |  | Finały | Finały | Finały | Finały | Finały | Finały | Finały |
|  |              |                              |              |                        |              |   |   |                       |                       |           |           |           |  |  |        |        |        |        |        |        |        |
|  |              |                              |              |                        |              |   |   |                       |                       |           |           |           |  |  |        |        |        |        |        |        |        |
|  | 1            | CV Guaguas Las Palmas        | 3            | 3                      |              |   |   |                       |                       |           |           |           |  |  |        |        |        |        |        |        |        |
|  | 1            | CV Guaguas Las Palmas        | 3            | 3                      |              |   |   |                       |                       |           |           |           |  |  |        |        |        |        |        |        |        |
|  | 8            | Arenal Emevé                 | 0            | 1                      |              |   |   |                       |                       |           |           |           |  |  |        |        |        |        |        |        |        |
|  | 8            | Arenal Emevé                 | 0            | 1                      |              |   | 1 | CV Guaguas Las Palmas | 3                     | 3         |           |           |  |  |        |        |        |        |        |        |        |
|  |              |                              |              |                        |              |   | 1 | CV Guaguas Las Palmas | 3                     | 3         |           |           |  |  |        |        |        |        |        |        |        |
|  |              |                              | 4            | Melilla Sport Capital  | 0            | 0 |   |                       |                       |           |           |           |  |  |        |        |        |        |        |        |        |
|  | 4            | Melilla Sport Capital        | 4            | Melilla Sport Capital  | 0            | 0 | 1 | 3                     | 3                     |           |           |           |  |  |        |        |        |        |        |        |        |
|  | 4            | Melilla Sport Capital        |              |                        |              |   |   |                       |                       |           |           |           |  |  |        |        |        |        |        |        |        |
|  | 5            | Léleman Conqueridor Valencia | 3            | 0                      | 1            |   |   |                       |                       |           |           |           |  |  |        |        |        |        |        |        |        |
|  | 5            | Léleman Conqueridor Valencia | 3            | 0                      | 1            |   |   | 1                     | CV Guaguas Las Palmas | 3         | 3         | 3         |  |  |        |        |        |        |        |        |        |
|  |              |                              |              |                        |              |   |   |                       |                       |           |           |           |  |  |        |        |        |        |        |        |        |
|  |              |                              | 2            | Río Duero Soria        | 0            | 1 | 1 |                       |                       |           |           |           |  |  |        |        |        |        |        |        |        |
|  | 2            | Río Duero Soria              | 2            | Río Duero Soria        | 0            | 1 | 1 | 3                     | 3                     |           |           |           |  |  |        |        |        |        |        |        |        |
|  | 2            | Río Duero Soria              |              |                        |              |   |   |                       |                       |           |           |           |  |  |        |        |        |        |        |        |        |
|  | 7            | Barça Voleibol               | 1            | 0                      |              |   |   |                       |                       |           |           |           |  |  |        |        |        |        |        |        |        |
|  | 7            | Barça Voleibol               | 1            | 0                      |              |   | 2 | Río Duero Soria       | 2                     | 3         | 3         |           |  |  |        |        |        |        |        |        |        |
|  |              |                              |              |                        |              |   | 2 | Río Duero Soria       | 2                     | 3         | 3         |           |  |  |        |        |        |        |        |        |        |
|  |              |                              | 3            | Pamesa Teruel Voleibol | 3            | 1 | 1 |                       |                       |           |           |           |  |  |        |        |        |        |        |        |        |
|  | 3            | Pamesa Teruel Voleibol       | 3            | Pamesa Teruel Voleibol | 3            | 1 | 1 | 2                     | 3                     | 3         |           |           |  |  |        |        |        |        |        |        |        |
|  | 3            | Pamesa Teruel Voleibol       |              |                        |              |   |   |                       |                       | 3         |           |           |  |  |        |        |        |        |        |        |        |
|  | 6            | Unicaja Costa de Almería     | 3            | 1                      | 2            |   |   |                       |                       |           |           |           |  |  |        |        |        |        |        |        |        |
|  | 6            | Unicaja Costa de Almería     | 3            | 1                      | 2            |   |   |                       |                       |           |           |           |  |  |        |        |        |        |        |        |        |

### Ćwierćfinały
(do dwóch zwycięstw)
| Data                       | Godz.                      | Gospodarz                    | Rezultat                                | Gość                             | Widzów                           |
| -------------------------- | -------------------------- | ---------------------------- | --------------------------------------- | -------------------------------- | -------------------------------- |
| CV Guaguas Las Palmas (1)  | CV Guaguas Las Palmas (1)  | CV Guaguas Las Palmas (1)    | 2 – 0                                   | (8) Arenal Emevé                 | (8) Arenal Emevé                 |
| 25.03.2023                 | 19:30                      | Arenal Emevé                 | 0:3 (22:25, 21:25, 18:25)               | CV Guaguas Las Palmas            | 300                              |
| 01.04.2023                 | 12:00                      | CV Guaguas Las Palmas        | 3:1 (25:18, 25:13, 21:25, 30:28)        | Arenal Emevé                     | 470                              |
| Melilla Sport Capital (4)  | Melilla Sport Capital (4)  | Melilla Sport Capital (4)    | 2 – 1                                   | (5) Léleman Conqueridor Valencia | (5) Léleman Conqueridor Valencia |
| 25.03.2023                 | 19:00                      | Léleman Conqueridor Valencia | 3:1 (21:25, 25:22, 27:25, 30:28)        | Melilla Sport Capital            | 300                              |
| 01.04.2023                 | 16:00                      | Melilla Sport Capital        | 3:0 (25:22, 25:23, 28:26)               | Léleman Conqueridor Valencia     | 400                              |
| 02.04.2023                 | 17:00                      | Melilla Sport Capital        | 3:1 (25:21, 22:25, 25:20, 25:20)        | Léleman Conqueridor Valencia     | 400                              |
| Río Duero Soria (2)        | Río Duero Soria (2)        | Río Duero Soria (2)          | 2 – 0                                   | (7) Barça Voleibol               | (7) Barça Voleibol               |
| 25.03.2023                 | 16:30                      | Barça Voleibol               | 1:3 (28:30, 25:19, 20:25, 21:25)        | Río Duero Soria                  | 500                              |
| 01.04.2023                 | 19:30                      | Río Duero Soria              | 3:0 (25:14, 25:19, 25:20)               | Barça Voleibol                   | 1000                             |
| Pamesa Teruel Voleibol (3) | Pamesa Teruel Voleibol (3) | Pamesa Teruel Voleibol (3)   | 2 – 1                                   | (6) Unicaja Costa de Almería     | (6) Unicaja Costa de Almería     |
| 25.03.2023                 | 19:30                      | Unicaja Costa de Almería     | 3:2 (25:23, 20:25, 25:20, 28:30, 15:11) | Pamesa Teruel Voleibol           | 800                              |
| 01.04.2023                 | 19:30                      | Pamesa Teruel Voleibol       | 3:1 (25:17, 26:28, 25:15, 25:16)        | Unicaja Costa de Almería         | 1500                             |
| 02.04.2023                 | 19:30                      | Pamesa Teruel Voleibol       | 3:2 (23:25, 25:19, 21:25, 25:18, 15:10) | Unicaja Costa de Almería         | 1500                             |

### Półfinały
(do dwóch zwycięstw)
| Data                      | Godz.                     | Gospodarz                 | Rezultat                                | Gość                       | Widzów                     |
| ------------------------- | ------------------------- | ------------------------- | --------------------------------------- | -------------------------- | -------------------------- |
| CV Guaguas Las Palmas (1) | CV Guaguas Las Palmas (1) | CV Guaguas Las Palmas (1) | 2 – 0                                   | (4) Melilla Sport Capital  | (4) Melilla Sport Capital  |
| 15.04.2023                | 16:00                     | Melilla Sport Capital     | 0:3 (22:25, 20:25, 19:25)               | CV Guaguas Las Palmas      | 300                        |
| 22.04.2023                | 18:30                     | CV Guaguas Las Palmas     | 3:0 (25:18, 26:24, 25:20)               | Melilla Sport Capital      | 1200                       |
| Río Duero Soria (2)       | Río Duero Soria (2)       | Río Duero Soria (2)       | 2 – 1                                   | (3) Pamesa Teruel Voleibol | (3) Pamesa Teruel Voleibol |
| 15.04.2023                | 19:30                     | Pamesa Teruel Voleibol    | 3:2 (29:31, 23:25, 25:23, 25:22, 26:24) | Río Duero Soria            | 1700                       |
| 22.04.2023                | 19:30                     | Río Duero Soria           | 3:1 (25:18, 25:19, 12:25, 27:25)        | Pamesa Teruel Voleibol     | 1800                       |
| 23.04.2023                | 18:00                     | Río Duero Soria           | 3:1 (24:26, 25:20, 25:23, 25:23)        | Pamesa Teruel Voleibol     | 2000                       |

### Finały
(do dwóch zwycięstw)
| Data                      | Godz.                     | Gospodarz                 | Rezultat                         | Gość                  | Widzów              |
| ------------------------- | ------------------------- | ------------------------- | -------------------------------- | --------------------- | ------------------- |
| CV Guaguas Las Palmas (1) | CV Guaguas Las Palmas (1) | CV Guaguas Las Palmas (1) | 3 – 0                            | (2) Río Duero Soria   | (2) Río Duero Soria |
| 29.04.2023                | 18:00                     | Río Duero Soria           | 0:3 (18:25, 19:25, 21:25)        | CV Guaguas Las Palmas | 1800                |
| 30.04.2023                | 17:30                     | Río Duero Soria           | 1:3 (27:25, 9:25, 18:25, 18:25)  | CV Guaguas Las Palmas | 1900                |
| 06.05.2023                | 18:30                     | CV Guaguas Las Palmas     | 3:1 (25:22, 25:15, 22:25, 25:21) | Río Duero Soria       | 3800                |

## Klasyfikacja końcowa
| Poz. | Drużyna                      |
| ---- | ---------------------------- |
| 1.   | CV Guaguas Las Palmas        |
| 2.   | Río Duero Soria              |
| 3.   | Pamesa Teruel Voleibol       |
| 4.   | Melilla Sport Capital        |
| 5.   | Léleman Conqueridor Valencia |
| 6.   | Unicaja Costa de Almería     |
| 7.   | Barça Voleibol               |
| 8.   | Arenal Emevé                 |
| 9.   | Conectabalear CV Manacor     |
| 10.  | Club Vóley Palma             |
| 11.  | Textil Santanderina          |
| 12.  | Rotogal Boiro Voleibol       |

     Eliminacje Ligi Mistrzów 2023/2024
     Puchar CEV 2023/2024
     Puchar Challenge 2023/2024
     spadek do Superligi 2

## Najlepsi zawodnicy (MVP)
| Kolejka/ Runda  | Najlepszy zawodnik (MVP) | Klub                         |        |
| --------------- | ------------------------ | ---------------------------- | ------ |
| Faza zasadnicza |                          |                              |        |
| 1               | Federico Martina         | Melilla Sport Capital        | [ 3 ]  |
| 2               | Héctor Salerno           | Conectabalear CV Manacor     | [ 4 ]  |
| 3               | Rodrigo De Melo          | Pamesa Teruel Voleibol       | [ 5 ]  |
| 4               | Pelegrín Vargas          | Río Duero Soria              | [ 6 ]  |
| 5               | Miguel Ángel de Amo      | CV Guaguas Las Palmas        | [ 7 ]  |
| 6               | César Martín             | Conectabalear CV Manacor     | [ 8 ]  |
| 7               | José Luis Linares        | Arenal Emevé                 | [ 9 ]  |
| 8               | Pelegrín Vargas          | Río Duero Soria              | [ 10 ] |
| 9               | Xavier Folguera          | Club Vóley Palma             | [ 11 ] |
| 10              | Vítor Amorim             | Léleman Conqueridor Valencia | [ 12 ] |
| 11              | Raphael Marcarini        | Textil Santanderina          | [ 13 ] |
| 12              | Juan Martín Riganti      | Melilla Sport Capital        | [ 14 ] |
| 13              | Javier Monfort           | Léleman Conqueridor Valencia | [ 15 ] |
| 14              | Juan Pablo Moreno        | Río Duero Soria              | [ 16 ] |
| 15              | Matthew Knigge           | CV Guaguas Las Palmas        | [ 17 ] |
| 16              | Vicente Monfort          | Léleman Conqueridor Valencia | [ 18 ] |
| 17              | Marco Ferreira           | Unicaja Costa de Almería     | [ 19 ] |
| 18              | Moisés Cézar             | Unicaja Costa de Almería     | [ 20 ] |
| 19              | Ignacio Luengas          | Melilla Sport Capital        | [ 21 ] |
| 20              | Marco Ferreira           | Unicaja Costa de Almería     | [ 22 ] |
| 21              | José Luis Linares        | Arenal Emevé                 | [ 23 ] |
| 22              | Martín Casais            | Rotogal Boiro Voleibol       | [ 24 ] |
| Faza play-off   |                          |                              |        |
| Ćwierćfinały    | Juan González            | Unicaja Costa de Almería     | [ 25 ] |
| Ćwierćfinały    | Rodrigo Pernambuco       | Pamesa Teruel Voleibol       | [ 26 ] |
| Półfinały       | Matthew Knigge           | CV Guaguas Las Palmas        | [ 27 ] |
| Półfinały       | Juan Pablo Moreno        | Río Duero Soria              | [ 27 ] |
| Finały          | Paolo Zonca              | CV Guaguas Las Palmas        | [ 28 ] |

## Transfery
| Przychodzą | Odchodzą |              |
| Arenal Emevé | Arenal Emevé | Arenal Emevé |
| --- | --- | ------------ |
| - Jorge Anane (Sanaya Libby's La Laguna) - Samuel Barrasa (Arenal Emevé – drużyna młodzieżowa) - Gabriel Ferreira (Funvic Educacoin Natal) - Rodrigo Gallardo (Cisneros Alter VB) - Carlos García (Rotogal Boiro Voleibol) - José Luis Linares (Textil Santanderina) - Gustavo Romani (Azulim/Gabarito/Uberlândia)                               | - Joaquín Alzueta (River Plate) - Guillermo Loeches (Barça Voleibol) - Mario Dovale (Dinamo Bukareszt) - Agustín Bruschini (UBE L'Illa-Grau) |              |
| Barça Voleibol | |              |
| - Kevin Carabali (GFC Ajaccio) - Francisco Javier Ferri - Mauro Isaac Fuentes (Ontario Matadors) - Héctor García (Melilla Sport Capital) - Guillermo Loeches (Arenal Emevé) - Yohan Léon (Sporting CP) | - Eduardo Álvarez (Cisneros Alter VB) - Lázaro Amorós (UBE L'Illa-Grau) - Alfred Argiles - Marcel Caralt (Cisneros Alter VB) - Dhionathan Da Silva - Felipe de Mello - Ferrán Morató (Conectabalear CV Manacor) - Ignasi Sanchís (Textil Santanderina) |              |
| Club Vóley Palma | |              |
| - Sergio Amador (CV Pòrtol) - Josep Bauza (CV Manacor) - Xavier Folguera (Río Duero Soria) - Xavier Fresquet (CyL Palencia 2022) - Miguel Gallego (Conectabalear CV Manacor) - Joan Miquel Garcías (CV Manacor) - Miguel Reboredo (CV Pòrtol) - Javier Sánchez (Club Vòlei Muro) - José Osado (UD Ibiza Ushuaïa Volley)                          | - Rodrigo De Melo (Pamesa Teruel Voleibol) - José María Giménez (Unicaja Costa de Almería) - Juan Lladó (CVS Tren de Sóller) - Guillem Pont (Conectabalear CV Manacor) - Daniel Ruiz (CV Guaguas Las Palmas) - Alejandro Sánchez - Ignacio Sánchez (Dinamo Bukareszt) - Wu Cheng-Wang (Rotogal Boiro Voleibol)                                                                            |              |
| W trakcie sezonu | |              |
| | - Xavier Folguera (Cambrai Volley) |              |
| Conectabalear CV Manacor | |              |
| - Joaquín Monteagudo (CV Teruel) - Ferrán Morató (Barça Voleibol) - César Martín (CV Guaguas Las Palmas) - Guillem Pont (Feníe Energía Mallorca Voley Palma) - Alejandro Ribas (Léleman VB Valencia) - Héctor Salerno (Nice VB) - Luis Vidal (Montana) Zawodnicy z drużyn młodzieżowych CV Manacor: - Sebastià Gibanel - Llorenç Truyols         | - Raymond Barsemian (Energiequelle Netzhoppers KW-Bestensee) - Andreu Catala (CVS Tren de Sóller) - Walter Da Cruz (Kochi Blue Spikers) - Joan Francesc Cabrer - Miguel Gallego (Club Vóley Palma) - Alejandro Llompart (CVS Tren de Sóller) - Víctor Méndez (Pamesa Teruel Voleibol) - Francesc Mesquida - Sergio Ramírez (Servigroup Benidorm) - Thiago Vanole (WWK Volleys Herrsching) |              |
| CV Guaguas Las Palmas | |              |
| - Miguel Ángel de Amo (VK Jihostroj České Budějovice) - Lucas Conde (Cisneros Alter VB) - Fernando Fernández (Sanaya Libby's La Laguna) - Adrián Olalla (Río Duero Soria) - Martín Ramos (Narbonne Volley) - Brandon Rattray (Energiequelle Netzhoppers KW-Bestensee) - Daniel Ruiz (Feníe Energía Mallorca Voley Palma) - Paolo Zonca (Nice VB) | - Moisés Cézar (Unicaja Costa de Almería) - Gustavo Delgado (CV San Roque Batán – trener) - Guilherme Hage (Joinville Vôlei) - Francisco Iribarne (Helios Grizzlys Giesen) - César Martín (Conectabalear CV Manacor) - Ángel Rodríguez (Rennes EC) |              |
| Léleman Conqueridor Valencia | |              |
| - Javier Monfort (Melilla Sport Capital) - Carlos Nieves (CyL Palencia 2022) - Maximiliano Scarpin (Melilla Sport Capital) - Lucas Soriano (CV Valencia – drużyna młodzieżowa) | - Hugo Amigo (CV Valencia – drużyna z Superligi 2) - Armando Danger (bez klubu) - Javier Izquierdo (CV Zaragoza) - Javier Jarque (CV Zaragoza) - Joaquín Bernabeu (bez klubu) - Jorge Pascual (bez klubu) - Alejandro Ribas (Conectabalear CV Manacor) - Raúl Rodenas (bez klubu) - Pablo Valencia (bez klubu)                                                                            |              |
| Melilla Sport Capital | |              |
| - Frander Añes (CV Roquetes) - Unai Larrañaga (Textil Santanderina) - David López (Unicaja Costa de Almería) - Azddin Mimoun (CV Melilla – drużyna młodzieżowa) - Balša Radunović (Steaua Bukareszt) - Florentino Ruda (CyL Palencia 2022) | - Mario Ferrera (bez klubu) - Héctor García (Barça Voleibol) - Samir Hamed (Extremadura Grupo Laura Otero) - Rubén López (Pamesa Teruel Voleibol) - Javier Monfort (Léleman Conqueridor Valencia) - Maximiliano Scarpin (Léleman Conqueridor Valencia) |              |

| Przychodzą | Odchodzą |                        |
| Pamesa Teruel Voleibol | Pamesa Teruel Voleibol | Pamesa Teruel Voleibol |
| --- | --- | ---------------------- |
| - Muryllo Coutinho (Enosis Neon Paralimni) - Rodrigo De Melo (Feníe Energía Mallorca Voley Palma) - Dexter Edward (Tarragona SPiSP) - Emilio Ferrández (UBE L'Illa-Grau) - Rubén López (Melilla Sport Capital) - Rubén Lorente (Mende Volley Lozère) - Víctor Méndez (Conectabalear CV Manacor) - Jorge Navarro (CV Teruel – drużyna młodzieżowa) - Stanisław Newiadomski (Hapoel Matte Aszer) - Axel Téllez (Tigres UANL)                              | - Pablo Bugallo (zakończenie kariery) - Martin Dimitrow (VoCASA Volleybal Nijmegen) - Thomas Ereú (bez klubu) - Milan Jovanović (Hypo Tirol Volleyballteam) - Pedro Jukoski (BCC Castellana Grotte) - Witalij Kobziew (TMB Monselice) - Joaquín Monteagudo (Conectabalear CV Manacor) - Gregory Petty (Akaa-Volley) - Andrés Villena (Zamalek SC)                           |                        |
| Río Duero Soria | |                        |
| - Luke Belda (Tarragona SPiSP) - Joan Doménech (Narbonne Volley) - Juan Pablo Moreno (Mende Volley Lozère) - Danyło Pywowarenko (Lokomotiw Nowosybirsk II) - Pelegrín Vargas (OFI) | - Xavier Folguera (Club Vóley Palma) - Juan Francisco Frías (Textil Santanderina) - Álvaro Gimeno (Saint-Nazaire VBA) - Luis Martín (Moreno Sáez Sporting CV) - Adrián Olalla (CV Guaguas Las Palmas) - Óscar Serna (Río Duero Soria – II trener) - Igor Silva (Pénzügyőr SE)                                                                                               |                        |
| Rotogal Boiro Voleibol | |                        |
| - Jaime Arjones (CyL Palencia 2022) - Héctor Barro (CyL Palencia 2022) - Martín García (Rotogal Boiro Voleibol – drużyna młodzieżowa) - Juan Quelle (Rotogal Boiro Voleibol – drużyna młodzieżowa) - Aarón Vidal (Rotogal Boiro Voleibol – drużyna młodzieżowa) Zawodnicy, którzy podpisali kontrakt, ale nie otrzymali wiz: - Gerónimo Elgueta (Obras de San Juan) - Kleist Mendonça (Al-Khaleej) - Wu Cheng-Wang (Feníe Energía Mallorca Voley Palma) | - Cristobal Álvarez (Rotogal Boiro Voleibol – II trener) - Felipe Benavidez (Plessis Robinson Volley Ball) - Gaspar Bitar (Ciudad Vóley) - Renan Levandoski (AA Neurologia Ativa) - José Carlos Romero (Ciudad Vóley) |                        |
| Textil Santanderina | |                        |
| - Miquel Campos (UD Ibiza Ushuaïa Volley) - Gabriel Cavalcante (Azulim/Gabarito/Uberlândia) - Juan Francisco Frías (Río Duero Soria) - Raphael Marcarini (Goiás Vôlei) - Luiz Felipe Pantaleão (Vedacit Vôlei Guarulhos) - David Redonda (Voleibol Dumbría) - Felipe Rodrigues (SC Caldas) - Roberto Rodríguez (Extremadura Grupo Laura Otero) - Víctor Sánchez (UD Ibiza Ushuaïa Volley) - Ignasi Sanchis (Barça Voleibol)                             | - David Arocha (CUV Alcorcón) - Alessandro Biliato (Vestri) - Kevin Bordás - Marco Cebrián (UBE L'Illa-Grau) - Juan Contreras (CV Almendralejo Extremadura) - Carlos Dos Santos (Enosis Neon Paralimni) - José María Hernández (cvleganes.com) - Unai Larrañagaz (Melilla Sport Capital) - José Luis Linares (Arenal Emevé) - Juan Villarruel (CV Almendralejo Extremadura) |                        |
| Unicaja Costa de Almería | |                        |
| - Bernard Bakonji (HAOK Mladost Zagrzeb) - Moisés Cézar (CV Guaguas Las Palmas) - Pau Delós (CyL Palencia 2022) - Marco Ferreira (Chemeko-System Gwardia Wrocław) - José María Giménez (Feníe Energía Mallorca Voley Palma) - Ruben Martínez (Michelin Mintonette Almería) - Alejandro Moya (Solutio JM OBV) - Víctor Rodríguez (Grand Nancy VB) - Antonio Torres (Solutio JM OBV) - Javier Vizcaino (CDM Gójar)                                        | - Miguel Ángel Fornés (Greenyard Maaseik) - Javier Jiménez (Pafiakos Pafos) - Igor Jovanović (Agnelli Tipiesse Bergamo) - Pablo Kukartsev (Knack Roeselare) - David López (Melilla Sport Capital) - Marlon Palharini - Francisco Sáez (La Fuensanta CV Pizarra) |                        |